# Haliris trapezoidea
Haliris trapezoidea is een tweekleppigensoort uit de familie van de Verticordiidae. De wetenschappelijke naam van de soort is voor het eerst geldig gepubliceerd in 1876 door Seguenza.